# Eva Marie Saint
Eva Marie Saint (Newark (New Jersey), 4 juli 1924) is een Amerikaans actrice, bekend van onder andere On the Waterfront en North by Northwest.

## Loopbaan
Haar carrière begon eind jaren 40 met de film A Christmas Carol (1947). Daarna volgde de ene film op de andere. Ze werd vooral bekend door haar acteerwerk met Marlon Brando in On the Waterfront (1954), waarvoor ze een Oscar voor beste vrouwelijke bijrol kreeg. In 1959 speelde ze de rol van Eve Kandall in de Hitchcock-film North by Northwest.

## Privéleven
De actrice woont in Santa Monica. Ze is de moeder van actrice Laurette Hayden. Ze heeft vier kleinkinderen. Saint was van 1951 tot aan zijn dood op 24 december 2016 getrouwd met acteur en regisseur Jeffrey Hayden.

## Filmografie (selectie)

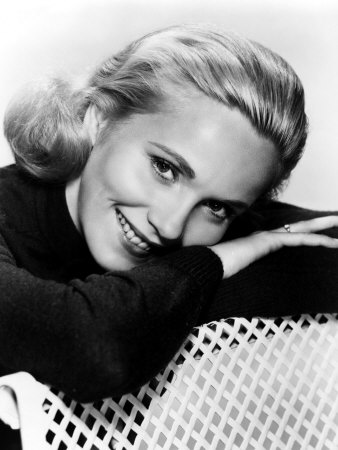
Eva Marie Saint in haar jonge jaren

- On the Waterfront (1954)
- North by Northwest (1959)
- Exodus (1960)
- Grand Prix (1966)
- A Christmas to Remember (1978)
- Jane Doe (1983)
- Breaking Home Ties (1987)
- Kiss of a Killer (1993)
- Titanic (1996) (tv-film)
- Mariette in Ecstasy (1996)
- I dreamed of Africa (2000)
- Don't Come Knocking (2005)
- Superman Returns (2006)